# Exoprosopa metapleuralis
Exoprosopa metapleuralis är en tvåvingeart som beskrevs av Hesse 1956. Exoprosopa metapleuralis ingår i släktet Exoprosopa och familjen svävflugor. Inga underarter finns listade i Catalogue of Life.